# Karla Kanora
Karla Kanora, née Karla Quiñónez Vilela (25 septembre 1976, Esmeraldas) est une chanteuse équatorienne, également ambassadrice de bonne volonté de l'UNICEF dans le pays. Issue de la minorité afro-équatorienne, en parallèle de succès populaires dans des styles romantique ou cumbia, elle s'attache également à mettre en valeur les sons et les traditions musicales de ses racines afro avec des instruments comme la marimba.

## Biographie

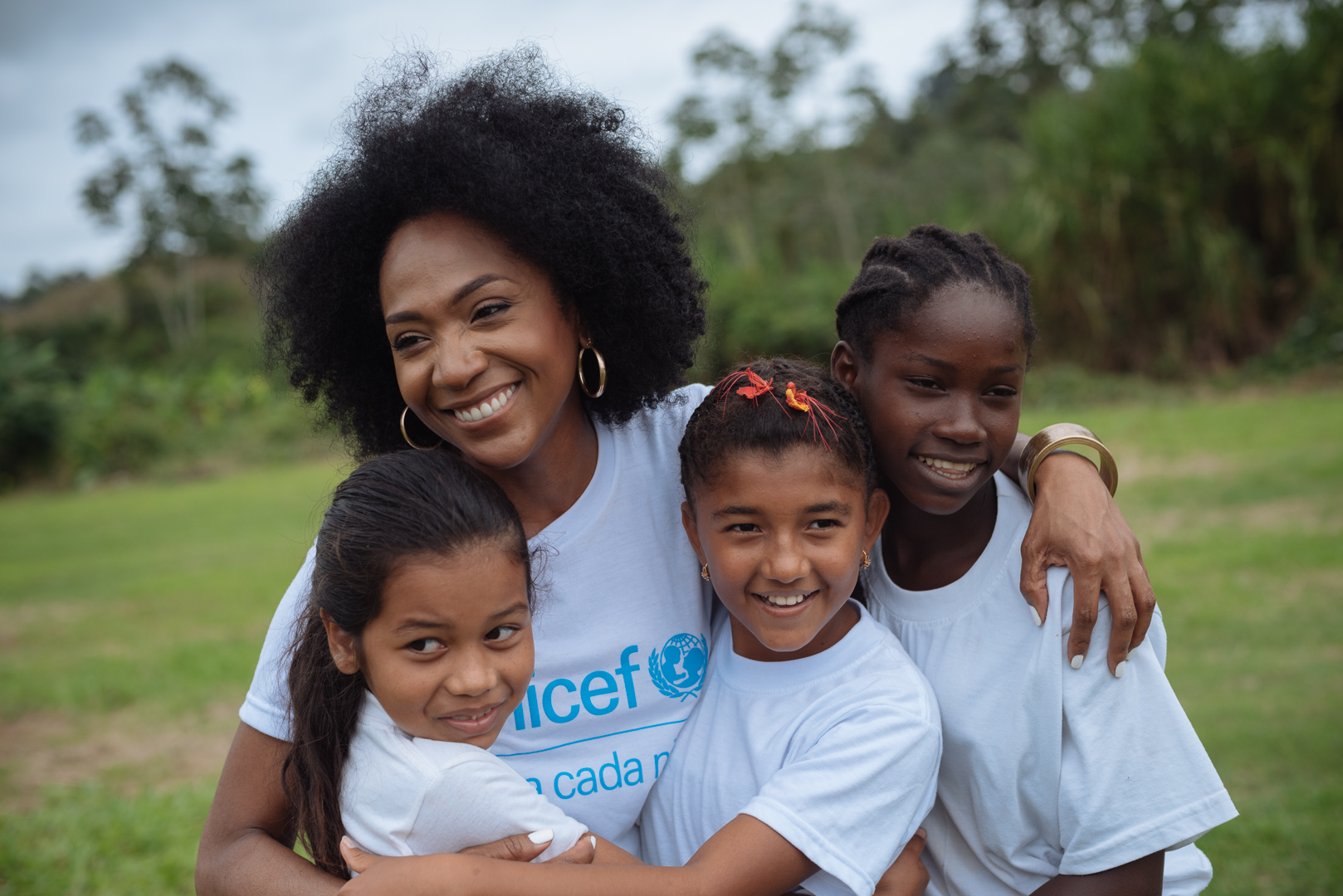
Karlo Kanora en 2014 dans le cadre de son activité comme ambassadrice de bonne volonté de l'UNICEF pour l'Équateur.

Karla Kanora est originaire du quartier Barrio Caliente à Esmeraldas. Son père, Augusto Quiñonez était directeur d'école dans cette même ville. Elle s'intéresse très tôt à la musique et au chant, en particulier grâce à son arrièere-grand-mère Mercedes Gracia, passionnée de valses. Elle participe dès son jeune âge à la chorale d'adultes de l'Université Luis Vargas Torres sous la direction de Abraham Bishara Avedrabo. Elle suit également les cours de la professeure de musique Flor María Pinargote, qui l'oriente vers l'enseignement de Petita Palma, «ambassadrice du folklore d'Esmeraldas». À l'âge de 12 ans, Kanora participe à l'émission Juguemos a cantar, un concours de chant centré sur la musique pour enfants sur Telecentro Canal 10 (Guayaquil). À l'âge de 13 ans, elle se déplace à Guayaquil où elle étudie la musique au conservatoire Antonio Neumane,.
Au début des années 2000, Kanora participe à un groupe d'inspiration cubaine, Habana Express, avec lequel elle se produit aux États-Unis. Elle se révèle au grand public en Équateur avec sa participation au télé-crochet Domingo legal pour Ecuavisa. Son premier succès est la chanson Solo tú (2010) un titre qui sera suivi d'autres succès: Por amor, Falso malo, Nada, Ven, et No vales tanto.
Karla Kanora est ambassadrice de bonne volonté de l'UNICEF en Équateur depuis 2012. Elle a participé à ce titre à des campagnes en faveur de l'allaitement maternel ainsi que contre les violences sexuelles faites aux enfants. Kanora lance en 2024 une nouvelle chanson Todos por la infancia (tous pour l'enfance) dans le cadre des 35 ans de la Convention sur les droits de l'Enfant. Cette chanson s'inscrit dans la campagne Primero la infancia (l'Enfance d'abord) menée par l'UNICEF Équateur.

## Style musical

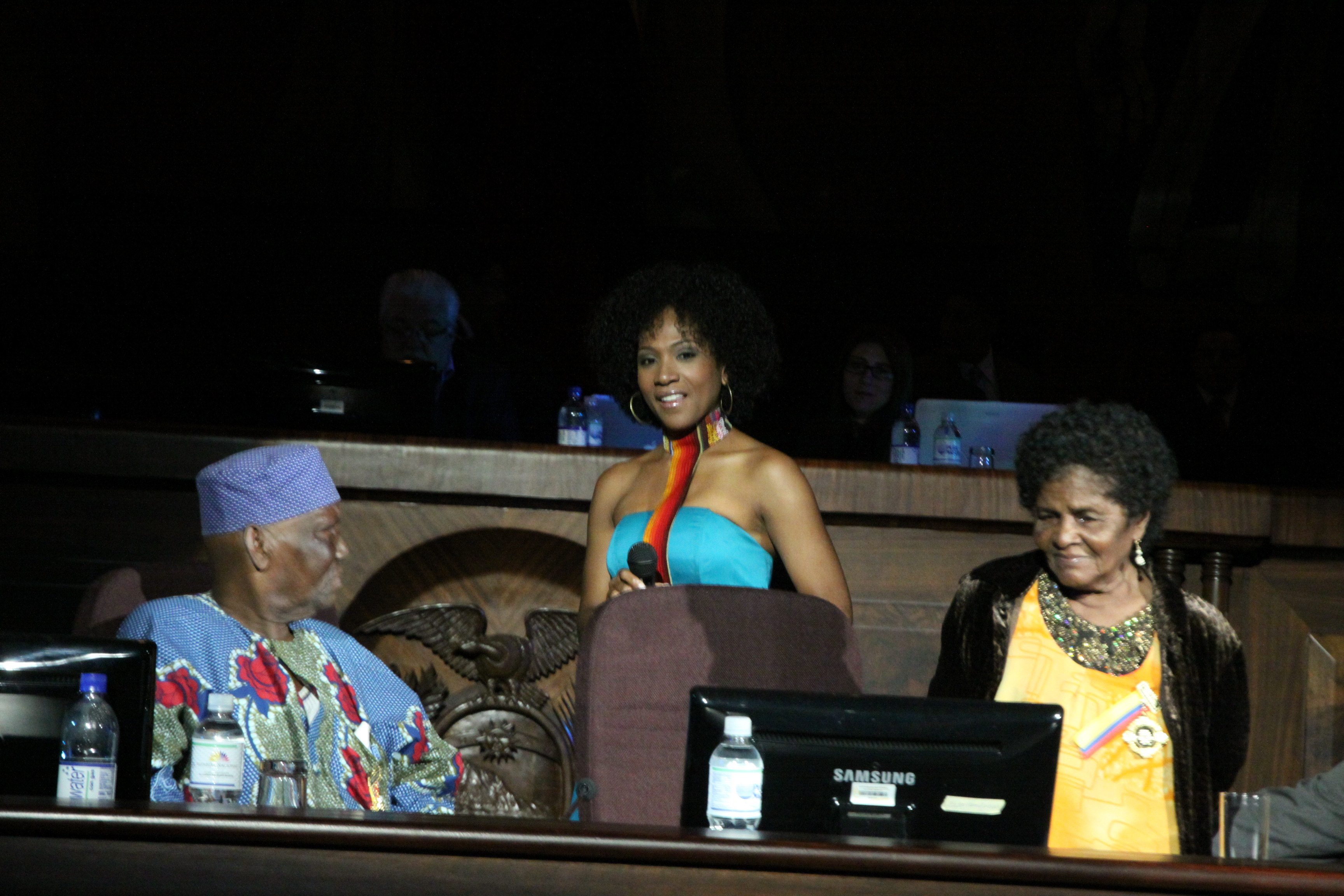
Karla Kanora en compagnie de Guillermo Ayoví Erazo (g.) et Petita Palma (d.) le 7 juillet 2011.

Karla Kanora se reconnaît de multiples influences et goûts musicaux variés, incluant Nina Simone, Whitney Houston, la musique traditionnelles d'Esmeraldas, la musique classique, les ballades, Julio Jaramillo, Édith Piaf, ou encore le pasillo et la salsa,.
Ses premiers singles, Solo tú (2010) et Falso malo (2011), ont été composés par Jorge Martínez et Israel Brito. Le single Nada est une composition de Ivies Flies en collaboration avec Toño Cepeda, bassiste du groupe de rock équatorien Biorn Borg. Avec Seré una mujer, composé par Juan Andrés Álvarez, Kanora s'éloigne des influences Soul et R&B de ses premiers titres pour chanter ce qu'elle définit comme une «ballade romantique». Son premier album, Por amor (2011), contient plusieurs collaborations, entre autres avec Fausto Miño (es), compositeur de la chanson titre.
En parallèle de ces titres « grand public », Kanora explore également ses racines musicales afro-équatoriennes, avec en particulier sa participation au projet binational Río Mira, du nom du fleuve qui unit la province d'Esmeraldas au département du Nariño, en Colombie, avec de part et d'autre de cette frontière des peuples aux racines africaines qui ont en partage la culture des marimbas. Elle réalise ce projet musical avec plusieurs musiciens dont à la marimba l'Équatorien Larri Preciado et le Colombien Esteban Copete avec son kinteto Pacífico. Ce projet débouche sur plusieurs concerts en Équateur, en Colombie et au-delà, et sur un album, Marimba del Pacífico,, qui se caractérise par une musique « authentique », qui allie le chant polyphonique aux tambours, maracas, et au son boisé des marimbas.